# Ionics
Ionics is een internationaal, aan collegiale toetsing onderworpen wetenschappelijk tijdschrift op het gebied van de fysische chemie. Het wordt uitgegeven door Springer Science+Business Media en verschijnt tweemaandelijks. Het eerste nummer verscheen in 1995.